# Schloss Marksuhl

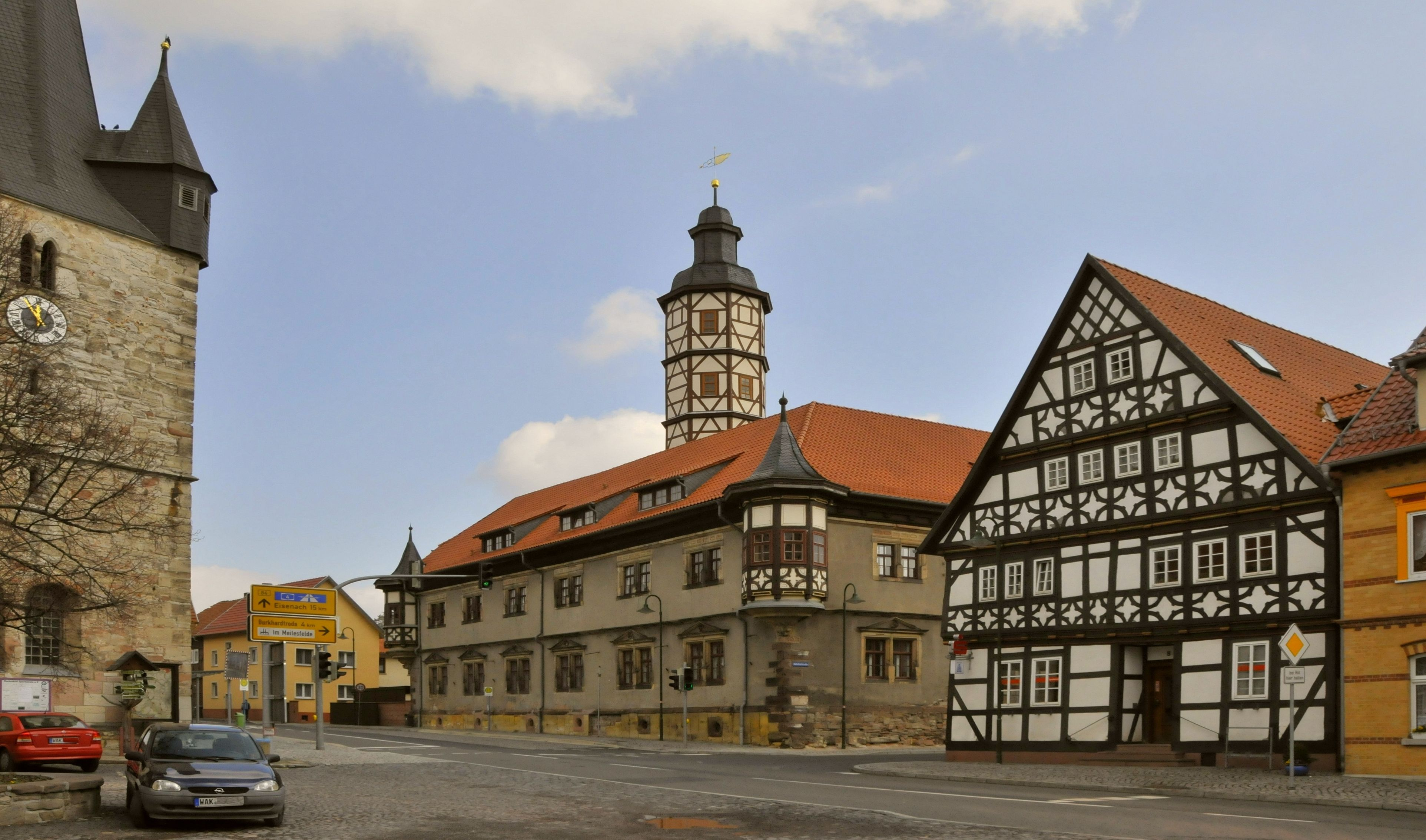
Straßenseitige Ansicht, links angeschnitten die Kirche

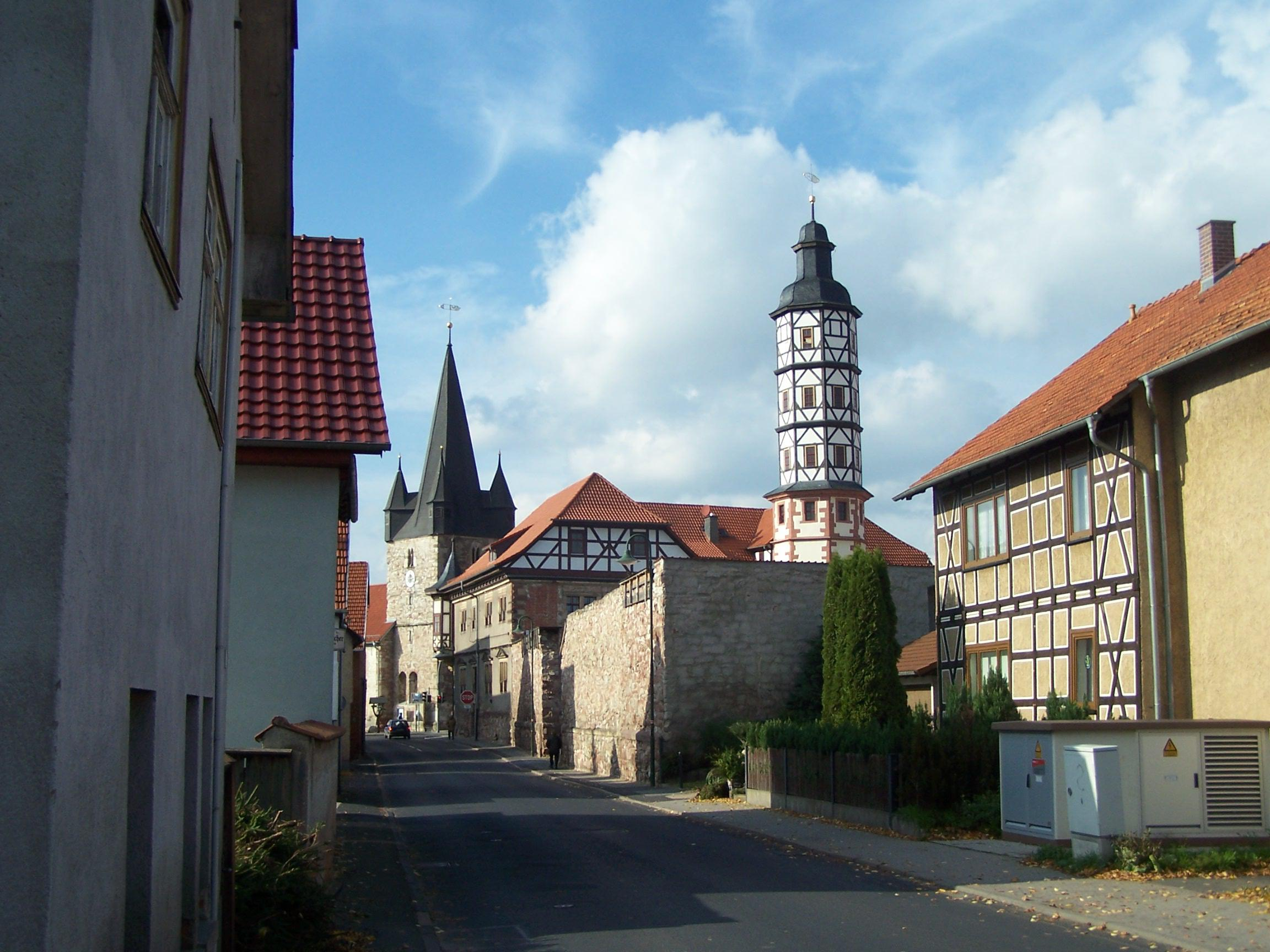
Ansicht von Osten

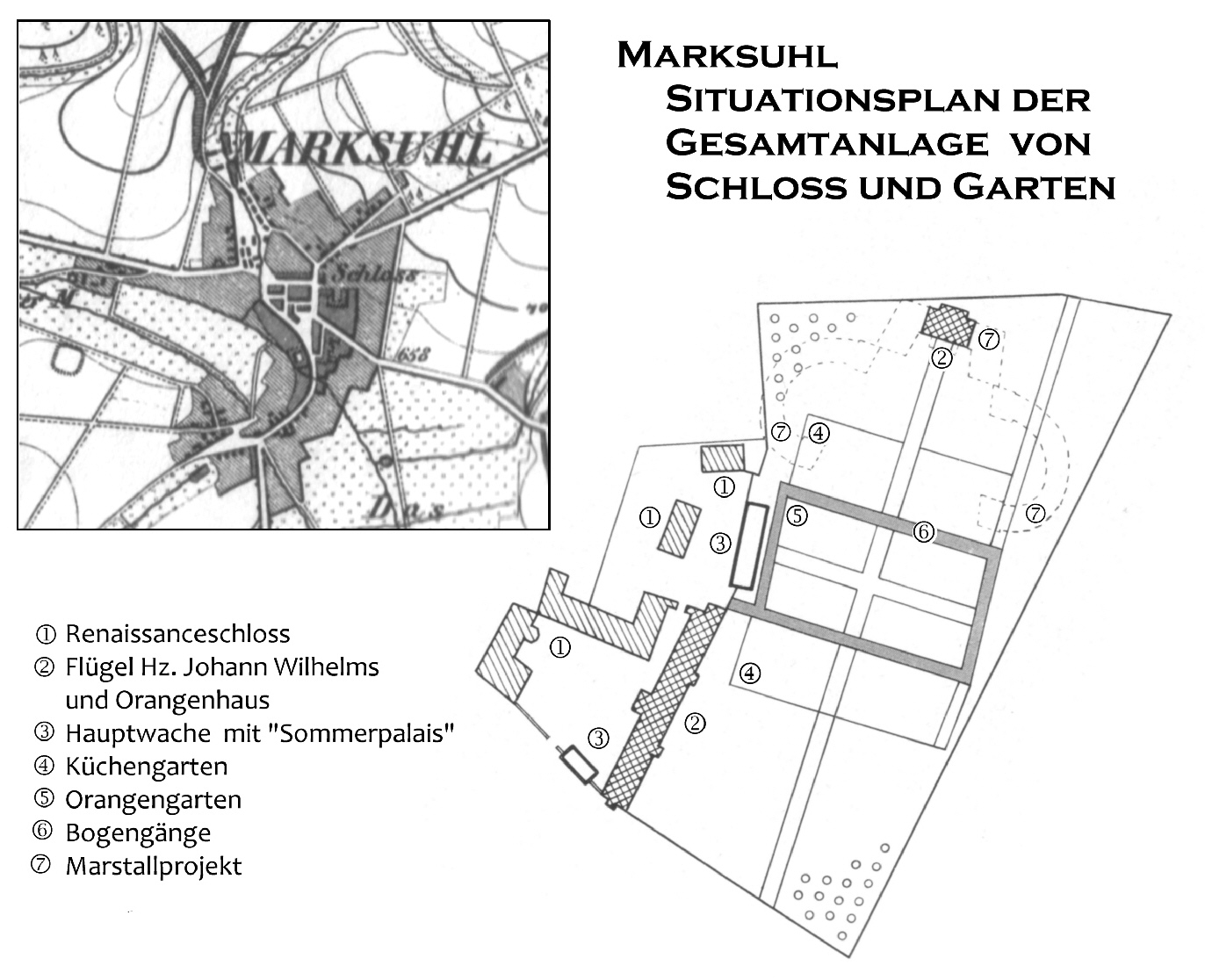
Übersichtsplan

Das Schloss Marksuhl befindet sich im Zentrum des westthüringischen Ortes Marksuhl. Es war zunächst als ein Jagd- und Wohnschloss im Baustil der Renaissance errichtet worden. Von 1672 bis 1686 diente es als Residenzschloss des Herzogtums Sachsen-Eisenach. Ab 1741 wurde es nochmals beträchtlich erweitert und wieder als Jagdschloss genutzt. Das Schloss in Marksuhl bildet mit der benachbarten Kirche St. Hubertus das Wahrzeichen der Gemeinde Marksuhl und wird deshalb im Ortswappen zitiert.

## Geschichte
Nach der 1572 erfolgten Landesteilung der Ernestinischen Herzogtümer wurde Marksuhl zum Herzogtum Sachsen-Coburg-Eisenach zugeteilt, das zunächst gemeinschaftlich von den Brüdern Johann Casimir und Johann Ernst von Coburg aus regiert wurde. Herzog Johann Ernst ließ ab 1587 ein eigenes Schloss gegenüber der St. Hubertus-Kirche erbauen, die im Eisenacher Landesteil des Fürstentums lag. Das als Jagdschloss geplante Gebäude wurde 1591 fertiggestellt und war ein Hochzeitsgeschenk an den jungen Herzog. Infolge tragischer Umstände verlor dieser Herzog nach dem Tod seiner Frau und des Erstgeborenen jedoch jedes Interesse an diesem Schloss, es wurde daher zu einem Jagdhaus und Verwaltungsbau herabgewürdigt. Während des Dreißigjährigen Krieges wurde das abgelegene und unbefestigte Schloss mehrfach von den durchziehenden Truppen als Quartier ausgewählt und ausgeplündert.
Der jagdliebende Eisenacher Herzog Johann Georg I. machte Marksuhl von 1662 bis 1672 zu seinem Residenzort, ohne jedoch die Verwaltung und Behörden aus Eisenach abzuziehen. Immerhin sieben Kinder hatte das Herzogspaar in ihrem ländlichen Idyll das Leben geschenkt. Der Eisenacher Herzog Johann Wilhelm ließ sich in den Jahren 1712 bis 1715 unweit von Marksuhl bei dem Dorf Wintershausen anstelle eines bereits vorhandenen Jagdhauses eine barocke Sommerresidenz errichten. Auch am Marksuhler Schloss war dieser Herzog mit Umbauten beschäftigt, 1722 wurde ein nach ihm benannter Flügelanbau im Osten des ursprünglichen Schlossareals errichtet, er veranlasste auch den Bau eines Orangenhauses und eines Schlossgartens. Der baufällige Schlossturm musste 1739 erneuert werden, das Baudatum wurde in der vergoldeten Wetterfahne eingesetzt.
Am 26. Juli 1741 verschied der letzte Eisenacher Herzog Wilhelm Heinrich während eines Jagdausfluges unweit von Marksuhl. Sein Erbe war der Weimarer Herzog Ernst August I. von Sachsen-Weimar, welcher ebenfalls ein passionierter Jäger war. Im Auftrag des Herzogs entwarf der Weimarer Hofarchitekt Gottfried Heinrich Krohne einen Marstall, die Neue Wache und vom Herzog als erforderlich betrachtete Erweiterungsbauten (Hundehaus, Hundezwinger, Reitstall, Remise). Krohnes Modernisierungsmaßnahmen erfolgten im Baustil des Rokoko.
Mit dem fast gleichzeitig begonnenen Bau an der nur sieben Kilometer östlich von Marksuhl befindlichen Schlossanlage Wilhelmsthal wurde das Marksuhler Jagdschloss für den Weimarer Hof bald uninteressant. Man nutzte die Gebäude fortan wieder als Lagergebäude und für wirtschaftliche Zwecke. So wurde in Marksuhl eine Außenstelle des herzoglich Weimarschen Hofgestütes betrieben sowie schon im 18. Jahrhundert eine Postagentur. Im 19. Jahrhundert verlegte man eine zunächst auf dem benachbarten Gut Hetzeberg bei Ettenhausen a.d. Suhl beheimatete Landwirtschaftsschule in das Schloss.
Im 20. Jahrhundert führte fehlende Nutzung zu weiteren Gebäudeverlusten, die Remisen und Stallungen waren nach der Aufgabe des Pferdegestütes bereits abgetragen worden.
Während der DDR-Zeit wurde die Schlossanlage durch die Gemeinde genutzt, hier befanden sich die Poststelle und die Gemeindeverwaltung. Auf dem östlich angrenzenden weitläufigen Wiesengrundstück des ehemaligen Schlossparks wurden die heutige Schlossparkschule, Wohnhäuser sowie ein Gebäude der Marksuhler Freiwilligen Feuerwehr erbaut.
Gegenwärtig befinden sich weitere Räume des Hauptbaues in Restaurierung, dabei wurde auch im Erdgeschoss originale Bausubstanz der ehemaligen Schlossküche wiederentdeckt und restauriert.

## Baubeschreibung

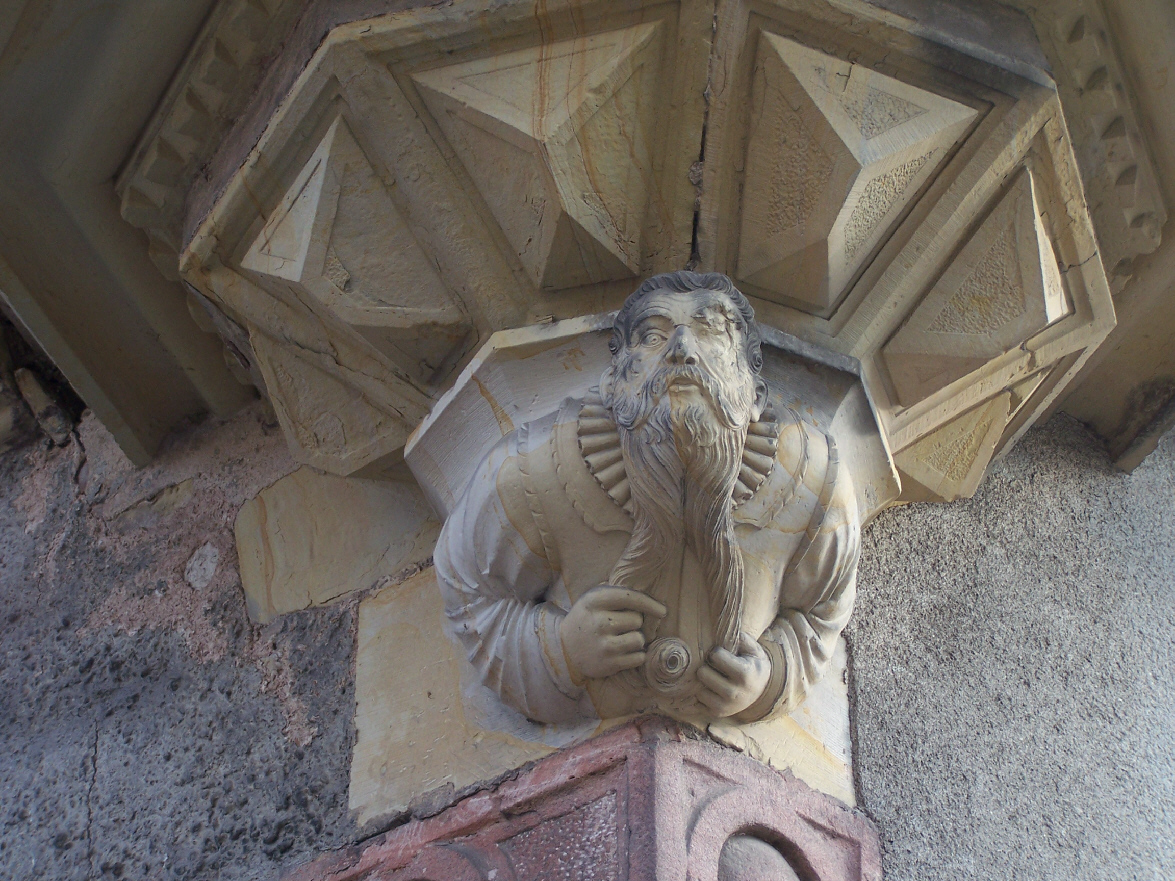
Gaffkopf

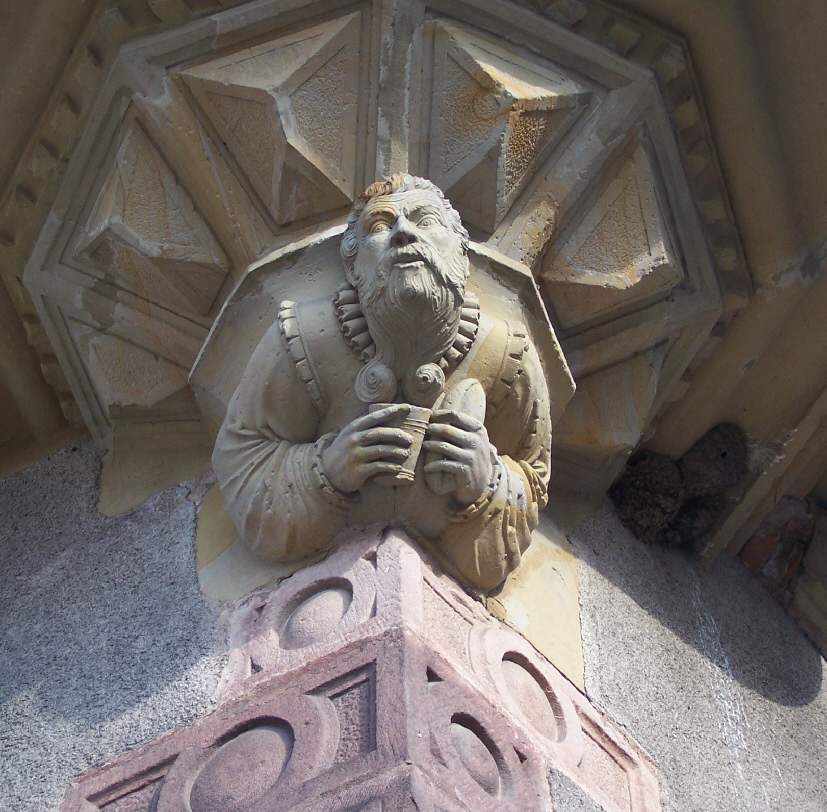
Gaffkopf

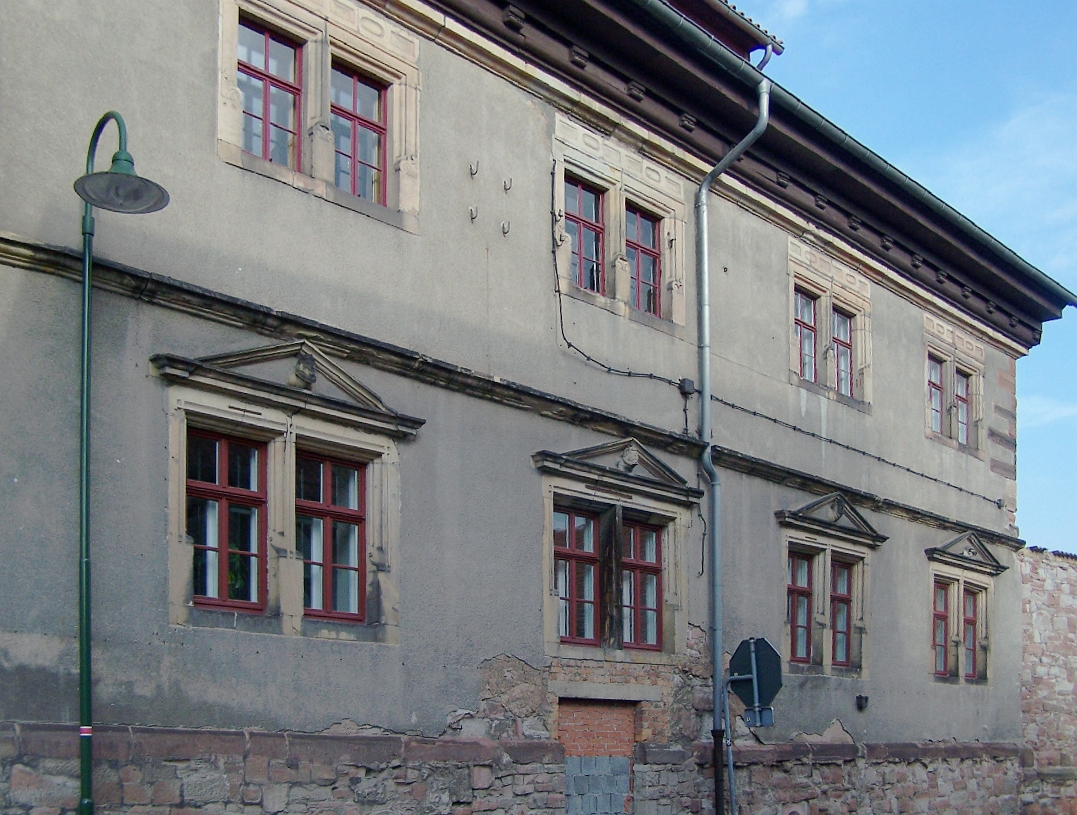
Unsanierte Außenfassade

Die in ihrer Baugeschichte mehrfach erweiterte und modernisierte Anlage geht auf das 1587 bis 1591 erbaute Renaissance-Schloss des Herzogs Johann Ernst zurück von dem als originale Bausubstanz noch das westliche Schlossgebäude – der Hauptbau erhalten blieb. Dieses ursprünglich dreistöckige Wohngebäude wurde mit ausdrucksvoll-realistischen Gaff-Köpfen und plastischem Bauzierrat der Renaissance-Architektur gestaltet und verschönt. Für den Bau wurde neben dem rotfarbigen grobporigen Sandstein aus lokalen Brüchen auch hochwertiger gelbgrauer Räthsandstein – vermutlich aus den 15 bis 20 km entfernten Steinbrüchen von Krauthausen und Madelungen verwendet.
Das Hauptgebäude besteht bei genauer Betrachtung aus zwei im rechten Winkel aneinanderstoßende Flügel mit Doppelfenstern und Eckerkern. In den Giebeln der Fenster und unter den Erkern erkennt man Gaffköpfe im Kostüm der Bauzeit. Als Hauptzugang des Gebäudes und markanter Blickfang im Hofraum diente stets der Wendelstein – ein bereits 1739 teilweise erneuerter Treppenturm mit Fachwerkaufsatz und vergoldeter Wetterfahne. Nördlich des Hauptgebäudes lagen die erforderlichen Wirtschafts- und Lagergebäude, die gesamte Anlage wurde von einer hohen Mauer schützend eingefasst. Der Schlosshof wurde durch ein repräsentativ gestaltetes Tor mit angefügter Torwache betreten. Wegen fortwirkender witterungsbedingter Schäden und aus Interesse an einer Neugestaltung der Anlage wurde 1714 das Obergeschoss des Hauptbaues abgetragen und 1722 der bisher fehlende Nordflügel aufgerichtet, er trägt die Bezeichnung Johann-Wilhelm-Flügel nach seinem Auftraggeber Herzog Johann Wilhelm. Während seiner Regentschaft erfolgte zudem eine Erweiterung des Schlossgartens mit dem Orangenhaus. Im Jahre 1736 wurde zwischen dem Schloss und der Kirche eine überdachte hölzerne Verbindungsbrücke errichtet, diese ermöglichte es die adeligen Kirchenlogen ohne Kontakt zur Bevölkerung aufzusuchen.
Zum Schloss gehörten stets auch (Pferde-)Stallungen, Scheunen, Lager- und Wirtschaftsgebäude, von denen heute keine Spuren oberirdisch sichtbar sind.
Das unter dem Weimarer Hofarchitekten und Baumeister Gottfried Heinrich Krohne entworfene Jagdschloss sollte das zu seiner Zeit bereits als altmodisch geltende Schloss modernisieren und zugleich im östlichen Außengelände beträchtlich erweitern. Für 1744 meldete der mit der Bauleitung beauftragte Weimarer Bauverwalter Johann David Weidner Vollzug. Es folgte bereits 1745 eine erste gärtnerische Umgestaltung im Schlossgarten, wozu man auch eine kostenaufwändige Erweiterung der Außenmauer vornahm. 1803 wurde der nun baufällige Johann-Wilhelm-Flügel abgerissen.
Obwohl bereits in den 1950er Jahren eine Denkmalausweisung erfolgte, fehlten finanzielle Mittel und Möglichkeiten das Kulturdenkmal zu sanieren. Als sichtbares Zeichen des Dilemmas musste 1976 der hochaufragende Fachwerkaufsatz des Treppenturmes wegen Einsturzgefahr abgetragen werden, auch das prachtvolle Schlosshof-Portal wurde damals wegen einer vorgesehenen Restaurierung abgebaut, es wartet seither in einem Eisenacher Magazingebäude auf seine Rückkehr. Der Turm wurde 1982–85 rekonstruiert.

## Nutzung
Im Schloss befinden sich gegenwärtig die Räume der Gemeindeverwaltung Marksuhl sowie der Sitz und Diensträume des Thüringer Forstamtes Marksuhl. Weitere kommunale Nutzungsmöglichkeiten werden geschaffen oder ausgebaut (Jugendclub).

## Weitere Bilder

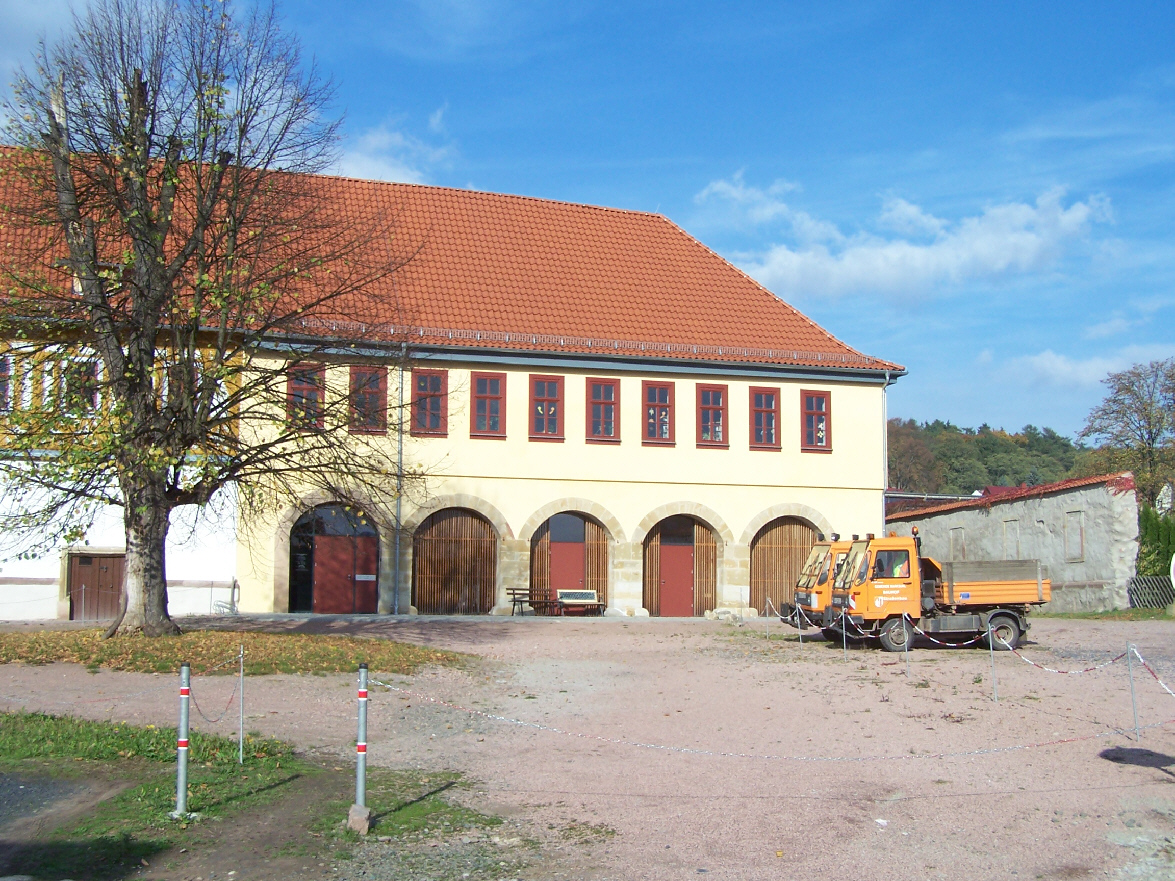
Restaurierte Wirtschaftsgebäude
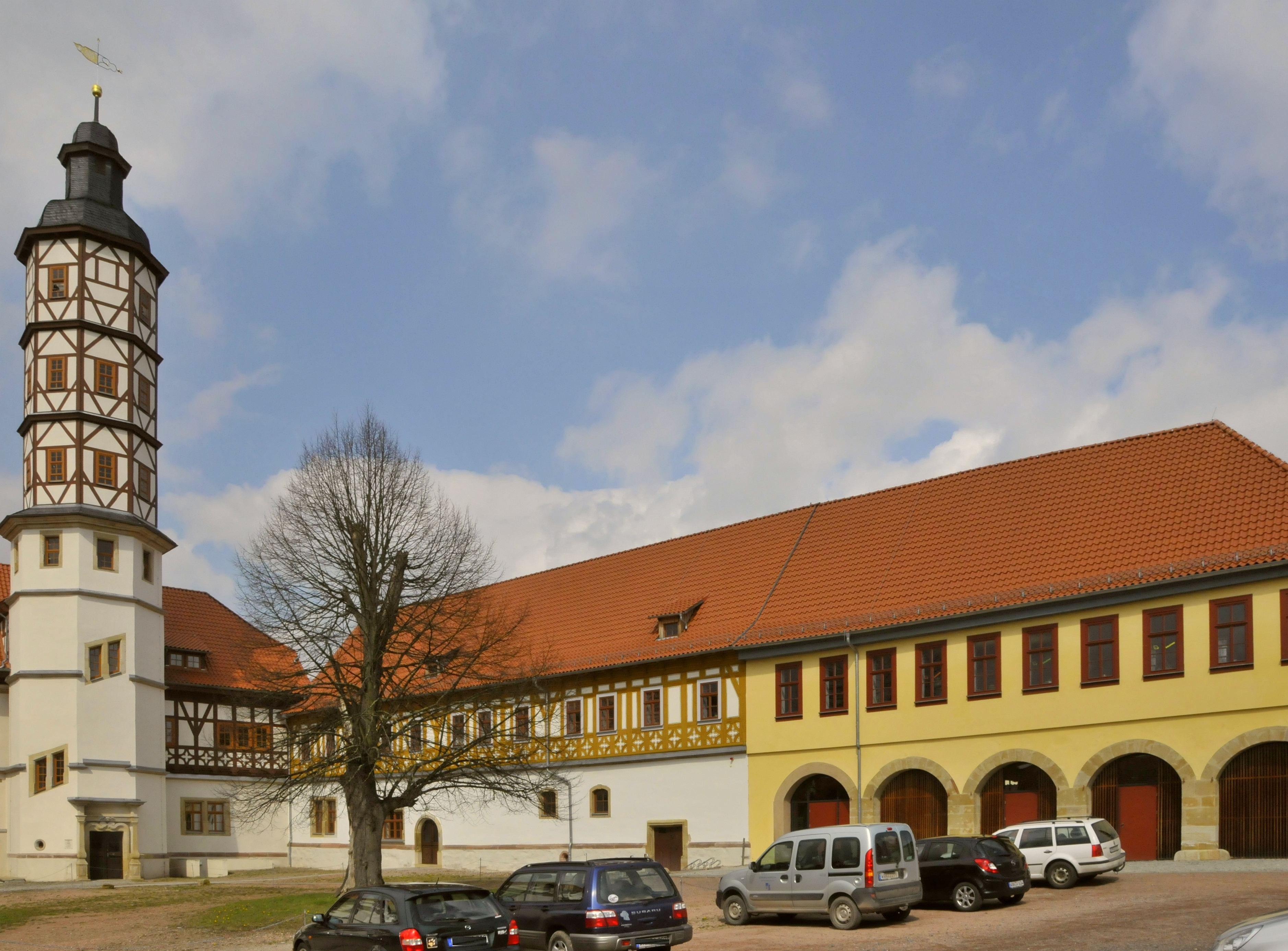
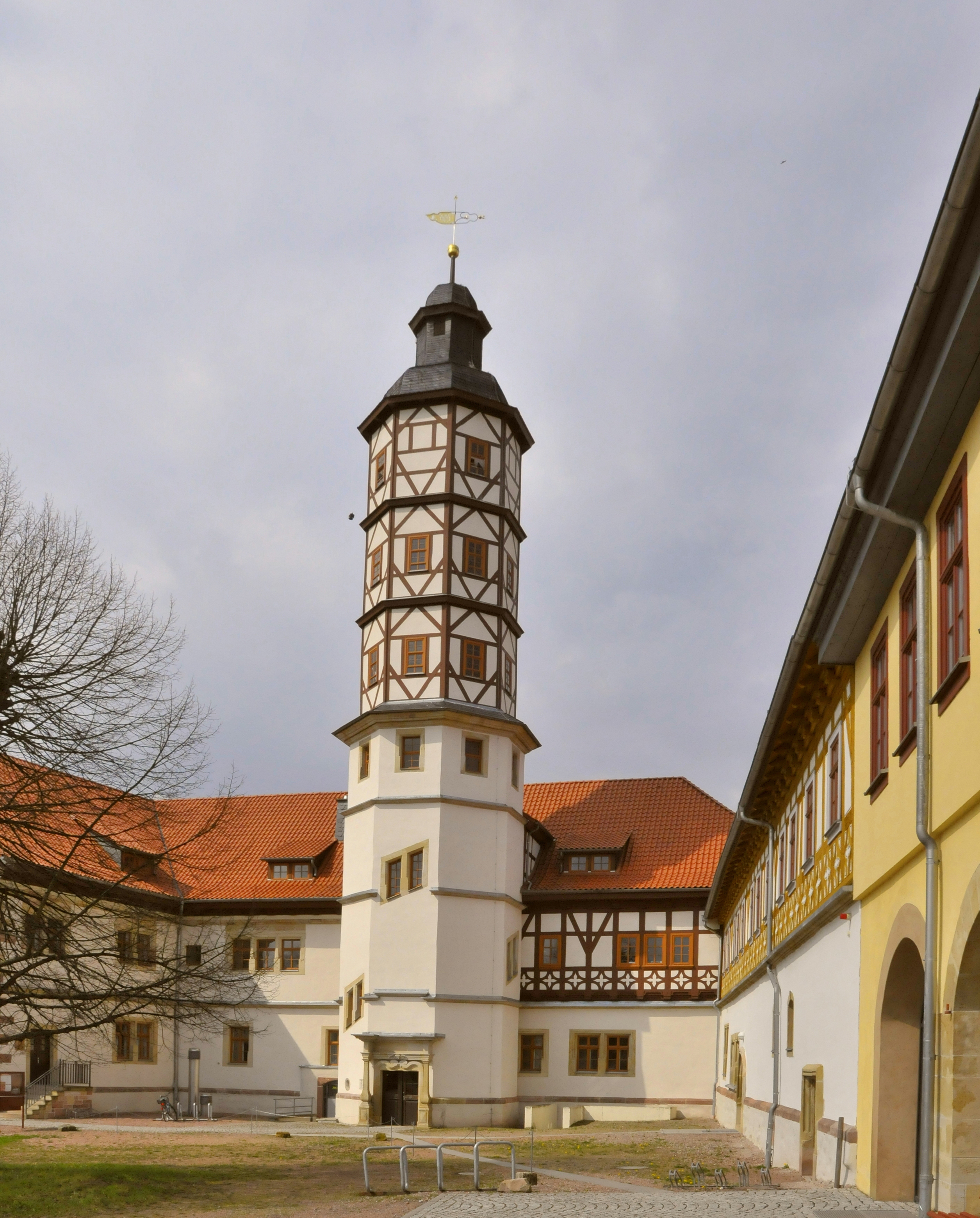
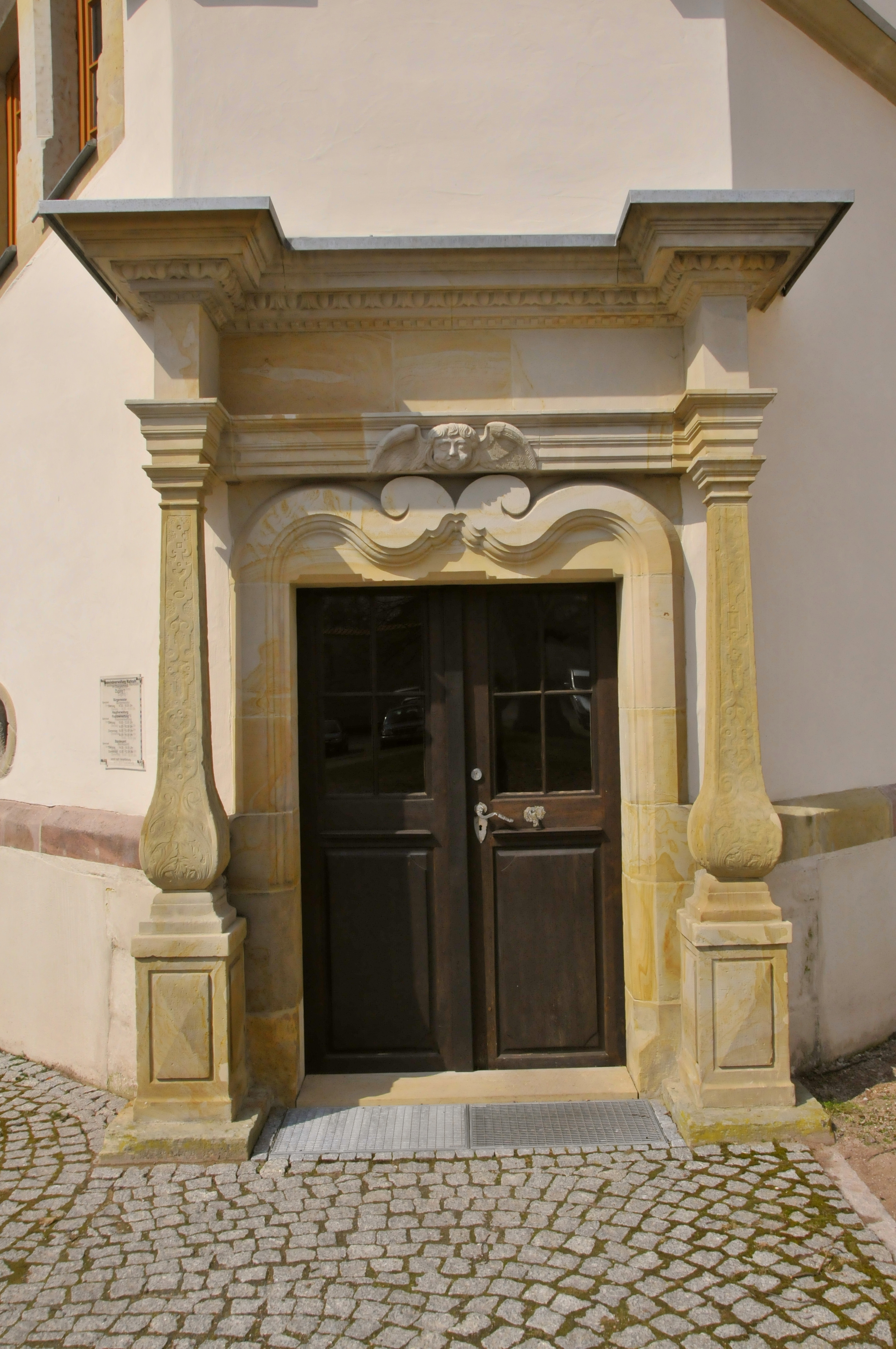
Hofeingang
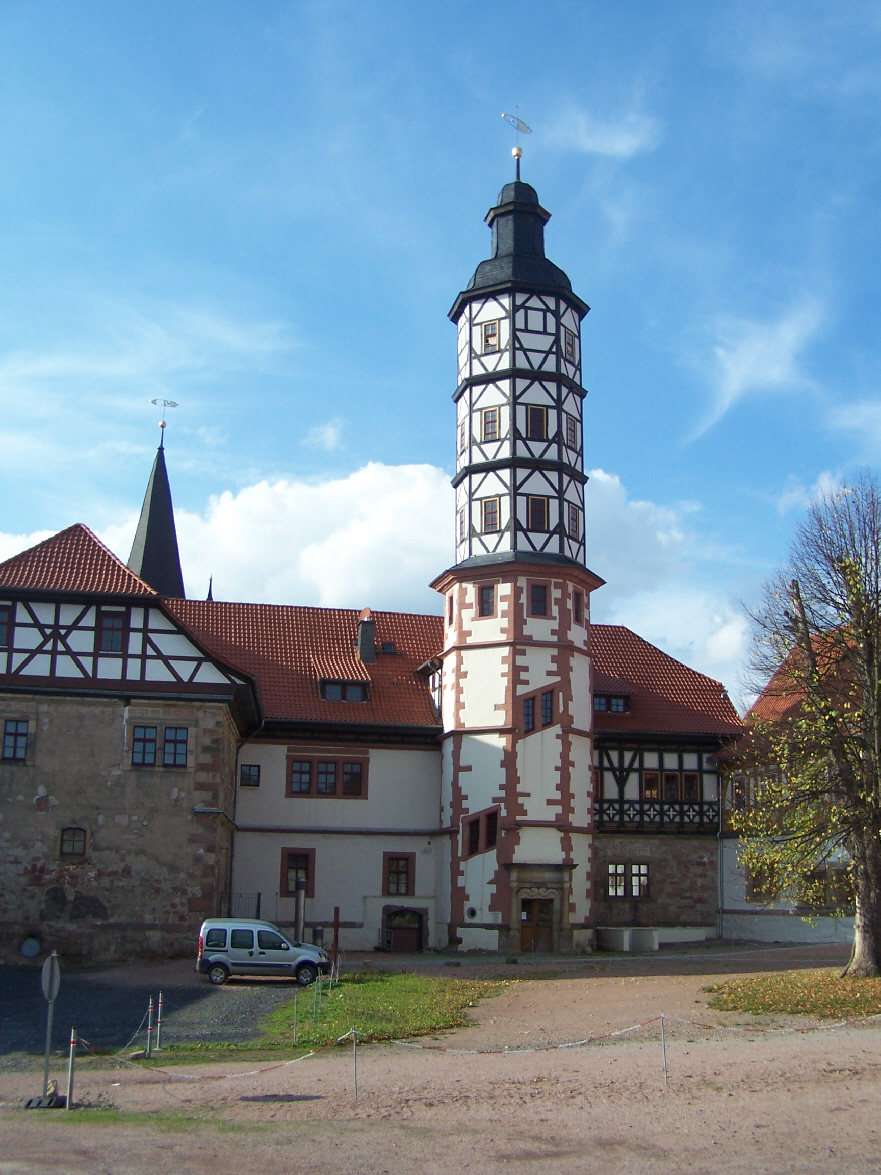
Im Schlosshof (vorher)
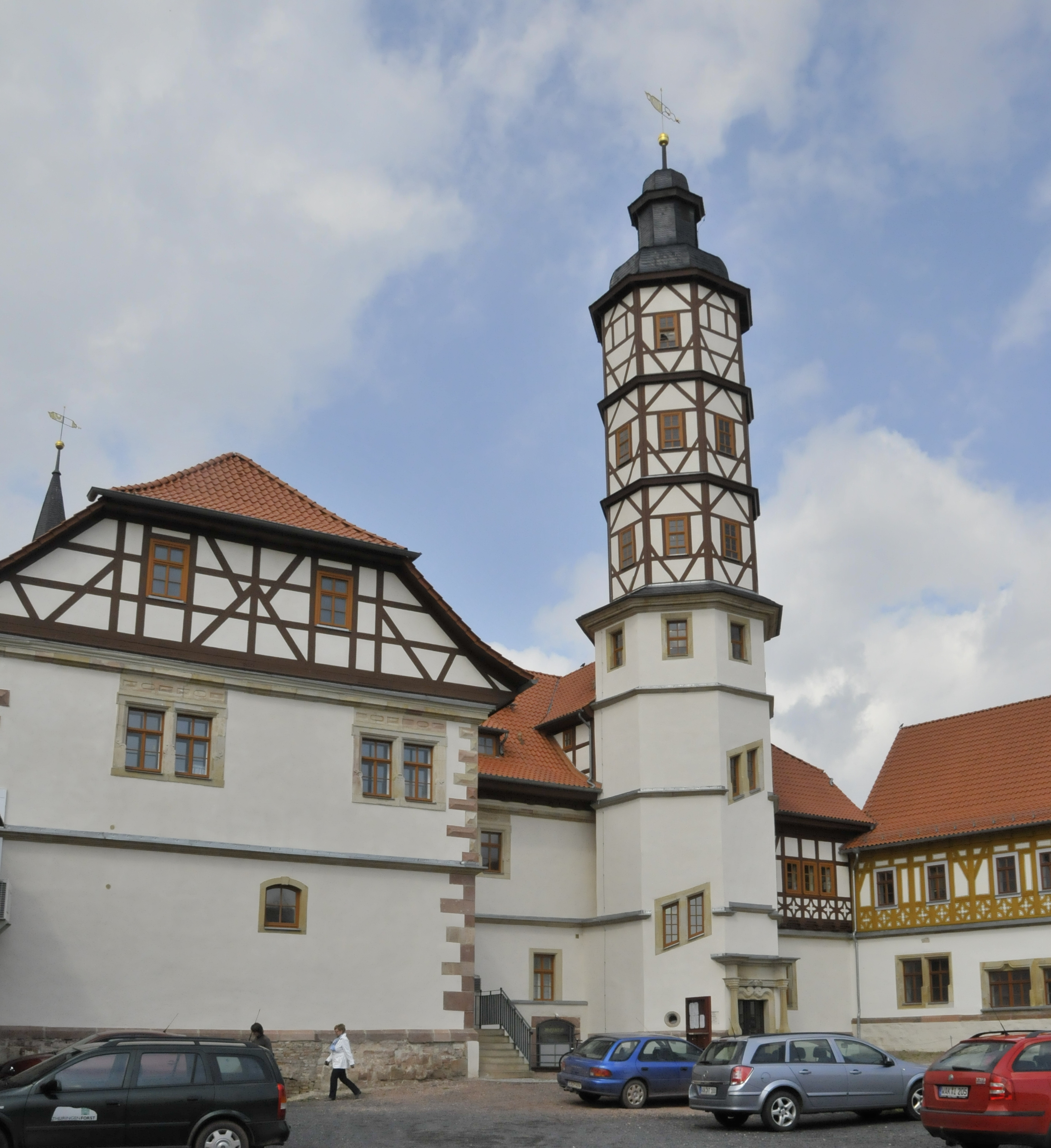
Im Schlosshof (nachher)